# Kapa o Pango
Pour les articles homonymes, voir Kapa (homonymie) et Pango (homonymie).

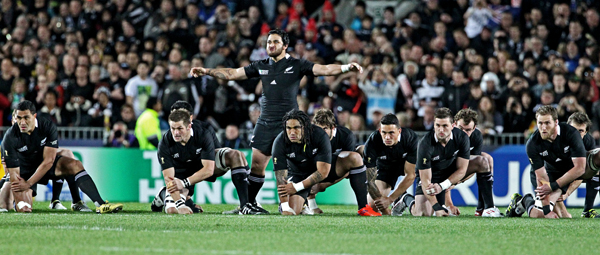
L'équipe de Nouvelle-Zélande effectuant le Kapa o Pango en 2011.

Le Kapa o Pango est un haka de l'équipe des All Blacks (équipe nationale de rugby à XV de Nouvelle-Zélande).
Il a été présenté la première fois lors du match Nouvelle-Zélande - Afrique du Sud le samedi 27 août 2005 à Dunedin, conduit par Tana Umaga.
C'est Derek Lardelli qui a conseillé les joueurs pour la création de ce haka composé spécialement pour eux, en ayant suivi leur envie de rendre hommage à leur pays.
On raconte qu'il a été créé car les Néo-Zélandais n'auraient pas apprécié le fait que les supporters sud-africains aient sifflé le Ka mate lors d'un précédent test-match.
Ce haka ne remplace pas le ka mate repris de la tribu Ngati Toa avec leur permission, mais les All Blacks l'utilisent pour des occasions spéciales (généralement pour prévenir leurs adversaires qu'ils n'ont pas envie de plaisanter).
Une polémique est née après la présentation de ce haka, car le dernier geste de la danse des joueurs rappelle un mime d’égorgement, malgré sa signification différente dans la culture Maori. Le compositeur du Kapa o pango, Derek Lardelli, s’est expliqué sur la signification du geste accompagné du chant le Kapa O Pango s’achève par le mot « Ha » qui se traduit par « le souffle de la vie ». Les mots et le mouvement représentent l’énergie vitale puisée dans le cœur et les poumons. Le bras droit recherche le « souffle de la vie » du côté gauche du corps, tandis que la tête se tourne vers la droite, symbolisant également la recherche de l’énergie vitale. La main droite transfère cette énergie dans le cœur, les poumons et le système respiratoire, puis les yeux et la langue signalent que l’énergie a été exploitée avant d’être expulsée avec le « Ha » final.

## Les paroles
Voici les paroles du Kapa o Pango en māori et en français :
| Maori | Français |
| --- | --- |
| Taringa Whakarongo! Kia Rite! Kia Rite! Kia Mau! Hi! Kapa o pango kia whakawhenua au i ahau ! Hi aue, hi ! Ko Aotearoa e ngunguru nei Hi Au, au, aue ha hi ! Ko Kapa o Pango e ngunguru nei ! Hi Au, au, aue ha hi ! I ahaha ! Ka tu te ihiihi Ka tu te wanawana Ki runga ki te rangi e tu iho nei, Tu iho nei, hi ! Ponga ra ! Kapa o Pango, aue hi ! Ponga ra ! Kapa o Pango, aue hi, ha ! | Écoutez! Préparez-vous! Alignez-vous! En position! Oui! Laissez-nous nous unir avec notre terre ! Laissez-nous ! C'est notre terre qui gronde La nôtre, la nôtre oui ! Nous sommes les All Blacks ! Oui, nous le sommes, le sommes, oui ! Il est temps ! C'est mon moment ! Notre règne, Notre suprématie triomphera Et nous atteindrons le sommet ! La fougère argentée ! Nous sommes les All Blacks ! La fougère argentée ! Nous sommes les All Blacks ! |